# Ben Kieffer
Ben Kieffer (* 17. Februar 2008 in Straubing) ist ein deutscher Fußballspieler, der beim SSV Jahn Regensburg unter Vertrag steht.

## Karriere
Kieffer begann in der Jugendabteilung des SSV Jahn Regensburg mit dem Fußballspielen und durchlief dort alle Jugendmannschaften. Ab der Saison 2024/25 nahm Kiefer regelmäßig auch am Trainingsbetrieb der Profimannschaft teil. Im Dezember 2024 wurde er beim 2:1-Sieg über den SV Darmstadt 98 eingewechselt und so mit 16 Jahren, 10 Monaten und 5 Tagen zum drittjüngsten Debütanten in der Geschichte der 2. Bundesliga. Zeitgleich war er der jüngste Profi in der Geschichte des SSV Jahn. Im Laufe der Saison stand er daraufhin mehrmals im Kader und gab sein Startelfdebüt für die Jahnelf beim 2:0-Sieg über den FC Schalke 04.